# Achille Marazza
Achille Marazza (Borgomanero, 20 luglio 1894 – Verbania, 8 febbraio 1967) è stato un politico e antifascista italiano.

## Biografia
Volontario nella prima guerra mondiale, durante il conflitto subì una mutilazione. Dopo il primo conflitto mondiale militò nell'Azione Cattolica e nel 1919 aderì a Partito Popolare Italiano (1919). Con l'avvento del fascismo si appartò dalla vita politica e si dedicò alla professione forense.
Nel 1928, con Piero Malvestiti, diede vita al Movimento guelfo. Nel suo studio di Milano si tennero le prime riunioni che avrebbero poi portato alla fondazione della Democrazia Cristiana di cui fu dirigente. Nel 1942, durante la seconda guerra mondiale, operò in Slovenia come ufficiale superiore, combattendo la Resistenza locale; qui con il grado di maggiore fu aggregato al 23º reggimento di fanteria e il 16 settembre 1943 si mise alla guida di un piccolo nucleo di uomini e, dopo una marcia di circa 500 chilometri, raggiunse la frontiera, dove riuscì a prendere un treno per Milano. Pochi giorni dopo salì in Valle Vigezzo, dove costituì una delle prime formazioni partigiane. Più tardi il suo nome sarebbe stato incluso in un elenco di criminali di guerra, ma la sua estradizione, richiesta dall'Esercito di liberazione jugoslavo, non venne mai concessa dal governo italiano. All'indomani dell'8 settembre 1943, Achille Marazza fu designato segretario della Democrazia cristiana per l'Alta Italia e in tale veste fu delegato del CLNAI.
Partecipò con Riccardo Lombardi, Sandro Pertini e Raffaele Cadorna allo storico incontro all'arcivescovado di Milano nel quale venne trattata, per iniziativa del cardinale Schuster, la resa di Benito Mussolini. Partecipò alla Costituente, e fu sottosegretario (alla Pubblica istruzione, 1945; alla Giustizia, 1946; agli Interni, 1947-1948) nonché Ministro del lavoro e della previdenza sociale (1950).
Nel 1947 ebbe un ruolo importante nella vicenda dell'occupazione della prefettura di Milano, da parte di militanti del Partito comunista italiano (28 novembre), per protesta contro la sostituzione del prefetto Ettore Troilo. Come Sottosegretario agli Interni, ottenne lo sgombero dei locali senza spargimento di sangue in cambio della mancata denuncia per il reato commesso.
Bibliofilo e mecenate profondamente affezionato a Borgomanero, lasciò alla città la villa di famiglia e il grande parco circostante affinché vi venisse istituita una Biblioteca e Casa di Cultura, che oggi porta il suo nome e che si trova nel viale a lui intitolato. A Milano, al numero 10 di via Cusani, una lapide ricorda l'uomo politico e il resistente.
"Funzioni e compiti delle biblioteche, ieri ed oggi" è il titolo dell'intervento pronunciato da Achille Marazza al Piccolo Teatro della Città di Milano il 5 ottobre 1958, in occasione della Settimana delle Biblioteche. Il discorso fu pubblicato, fra un intervento di Aristide Calderini ed un altro di Riccardo Baccelli, nella prestigiosa rivista "Accademie e biblioteche d'Italia". Si tratta di un excursus nella storia delle biblioteche del nostro Paese dal medioevo all'età contemporanea. L'idea guida dell'articolo è la seguente: la biblioteca si evolve insieme alla società, in senso progressivo, favorendo la partecipazione di sempre più ampi gruppi di cittadini alla vita culturale del mondo in cui vivono.